# Wild Strawberry
Wild Strawberry (jap. ワイルドストロベリー) ist eine Manga-Serie von Ire Yonemoto, die seit 2023 in Japan erscheint. Die Horror-Geschichte erscheint unter anderem auch auf Deutsch und erzählt von einer nahen Zukunft, in der Tokio von pflanzlichen Parasiten überwuchert wird, die dessen Bewohner bedrohen. 

## Inhalt
Tokio wird vom Ausbruch eines Parasiten befallen, der die Stadt überwuchert. Die Jinka genannten Pflanzenwesen befallen Menschen, denen immer größere Auswucherungen wachsen und dabei die Pflanze nähren. Wenn sie ausreichend Nährstoffe gesammelt haben, erblühen die Jinka und zerstören dabei ihren Wirt. Als diese Katastrophe schon 36 Jahre währt, versuchen die Waisen Kingo und seine kleine Schwester Kayano ein normales Leben führen. Doch Kayano trägt heimlich eine Jinka in sich, von der nur Kingo weiß. Denn würden andere davon wissen, würde Kayano von der Spezialeinheit Flower Funeral Force getötet, um die weitere Ausbreitung der Parasiten zu verhindern. Kingo sucht ein Mittel, um sie zu heilen und ihren gemeinsamen Traum zu erfüllen. Kayanos Jinka verhält sich dabei unauffällig und scheint nicht feindlich zu sein.

## Veröffentlichung
Die Serie startete im Juli 2023 im Online-Magazin Shonen Jump+. Dessen Verlag Shueisha bringt die Kapitel seit November 2023 auch in bisher sechs Sammelbänden heraus. Auf Deutsch erscheint der Manga seit Juni 2025 bei Manga Cult in bisher zwei Bänden (Stand August 2025). Die Übersetzung stammt von Jan-Christoph Müller. Bei Viz Media sowie auf der App Manga Pluswird eine englische Fassung veröffentlicht, bei Crunchyroll eine französische und bei Edizioni Star Comics eine italienische.